# Liu Hongyu
Liu Hongyu, chiń. 刘宏宇 (ur. 11 stycznia 1975 w prowincji Liaoning) – chińska lekkoatletka specjalizująca się w chodzie sportowym, uczestniczka letnich igrzysk olimpijskich w Sydney (2000).

## Sukcesy sportowe
- dwukrotna mistrzyni Chin w chodzie na 20 kilometrów – 1995, 1997[1]

| Rok  | Miasto        | Zawody                            | Konkurencja    | Wynik         |
| ---- | ------------- | --------------------------------- | -------------- | ------------- |
| 1994 | Lizbona       | Mistrzostwa świata juniorów       | chód na 5000 m | 8. miejsce    |
| 1995 | Göteborg      | Mistrzostwa świata                | chód na 10 km  | 8. miejsce    |
| 1995 | Pekin         | Puchar świata w chodzie sportowym | chód na 10 km  | brązowy medal |
| 1997 | Ateny         | Mistrzostwa świata                | chód na 10 km  | 4. miejsce    |
| 1998 | Bangkok       | Igrzyska azjatyckie               | chód na 10 km  | złoty medal   |
| 1999 | Sewilla       | Mistrzostwa świata                | chód na 20 km  | złoty medal   |
| 1999 | Mézidon-Canon | Puchar świata w chodzie sportowym | chód na 20 km  | złoty medal   |
| 2001 | Osaka         | Igrzyska Azji Wschodniej          | chód na 20 km  | złoty medal   |

## Rekordy życiowe
- chód na 5000 metrów – 21:56,47 – Bangkok 14/12/1998
- chód na 10 kilometrów – 41:45 – Eisenhüttenstadt 08/05/1999
- chód na 20 kilometrów – 1:26:35 – Kanton 19/11/2001